# Vorsingen (Besetzung)
Als Vorsingen wird eine gesangliche Solodarbietung bezeichnet, bei der Sänger und Sängerinnen für Solopartien oder zur Aufnahme in einen Chor oder eine Künstlerkartei ausgewählt werden. Als Vorsingen im engeren Sinne wird die bloße solistische Darbietung bezeichnet, im weiteren Sinne kann ein Vorsingen auch die Überprüfung der Eignung außerhalb des Gesangs beinhalten, zum Beispiel durch musiktheoretisches Verständnis oder – im Musiktheater – schauspielerische Fähigkeiten. 

## Einsatz
Solopartien mit professionellem Anspruch, ob in der Oper oder für Oratorien und andere konzertante Aufführungen, werden mittels Vorsingen besetzt. Davon kann abgewichen werden, wenn der Besetzende oder das entsprechende Gremium die Kandidaten bereits kennen, sei es aus voriger Zusammenarbeit oder weil diese festengagierte Solisten (Ensemblemitglieder) sind.
Bei der Aufnahme in einen professionellen Chor ist ein Vorsingen unumgänglich. Wenn es sich um eine Festanstellung handelt, schließt sich an das Vorsingen meist ein zweiter Teil an, der eher den Charakter eines Bewerbungsgespräches trägt. Bei der Aufnahme in einen jungen Chor (wie z. B. einen Landesjugendchor) sind die Vorsingenden noch nicht alt genug, um ihr Wissen durch Zertifikate und Studienabschlüsse formell darlegen zu können. Daher spielt hier der theoretische Teil eine größere Rolle. Bei semi-professionellen Chören (wie z. B. Extrachören an Opernhäusern) oder Laienchören mit hohem Anspruch (wie z. B. Kammerchören) ist das Vorsingen ebenfalls Pflicht. 
Viele Laienchöre führen kein Vorsingen durch. Je höher der Anspruch eines Laienchors, und je mehr Bewerber zur Verfügung stehen, desto eher wird ein Vorsingen durchgeführt. Dabei werden meist keine kompletten Arien verlangt, sondern es wird ein Lied oder eine Melodie vom Klavier nachgesungen. Dabei können die Ansprüche je nach Angebot und Nachfrage per Stimmlage verschieden sein: bewerben sich zum Beispiel viele Altistinnen, werden die Anforderungen an den Vortrag höher sein als in einer knapp besetzten Stimmgruppe wie den Tenören, in der jeder Bewerber willkommen ist.
Bei Aufnahmeprüfungen für formelle oder exklusive Bildungsangebote für Sänger ist ein Vorsingen Pflicht. Dies betrifft z. B. die Aufnahme in Musikhochschulen im Fach Gesang, Meisterklassen und renommierte Sommerkurse. Dabei kommt es weniger auf die perfekte Ausbildung der Stimme an, die durch die Ausbildung erst erreicht werden soll, sondern auf das Entwicklungspotential des Sängers und die stimmliche Gesundheit.
Am Institut für Begabungsforschung in der Musik der Universität Paderborn wurde von 2001 bis 2003 ein Projekt mit Absolventen von sieben deutschen Musikhochschulen durchgeführt, darunter 100 Sänger und Sängerinnen. Diese gaben an, bis zur ersten Festanstellung in einem Chor (zum Befragungszeitpunkt von 26 % erreicht) bzw. bis zum ersten befristeten Solovertrag (von 12 % erreicht) im Schnitt elf Vorsingen absolviert zu haben. Das Maximum lag bei der Teilnahme an 40 Vorsingen.

## Ablauf
Zu einem Vorsingen wird meist eingeladen, da dies schon die nötige Planung von beteiligten Personen und benötigtem Raum erfordert. Um zum Vorsingen eingeladen zu werden, bewerben sich Sänger heute, falls vorhanden, mit einem Kurzlebenslauf, ihrer Repertoire-Liste und evtl. Klangproben auf CD oder im Internet. Künstleragenten können eine solche Einladung ebenfalls arrangieren.
Für das Vorsingen müssen ein oder mehrere Lieder oder Arien vorbereitet werden. Die Auswahl wird meist freigestellt, nur selten wird eine feste Vorgabe gemacht. Im letzteren Fall gibt es meist ein Pflichtstück und ein frei gewähltes Stück. Die meisten Sänger versuchen auch beim freigewählten Teil ein Stück zu wählen, das der zu besetzenden Partie nahekommt und ihnen liegt. Vorbereitete Stücke sollten auswendig beherrscht werden. Gesangslehrer bereiten ihre Schüler speziell für das Vorsingen vor.
Beim Vorsingen selbst steht meist ein Korrepetitor zur Verfügung, der die Begleitung am Klavier oder Flügel übernimmt. Korrepetitoren spielen vom Blatt, für das Notenmaterial und dessen Einrichtung ist aber der vorsingende Sänger zuständig. Gelegentlich ist es zulässig, einen eigenen Korrepetitor auf eigene Kosten mitzubringen. Anwesend sind während des Vorsingens neben dem Sänger und Korrepetitor nur die Personen, die über die Auswahl entscheiden, also z. B. Intendanten, Agenten, Chorleiter, Stimmbildner oder Musikdirektoren. In manchen professionellen Chören haben der Chorvorstand oder Chorsänger aus der Stimmgruppe des Aufzunehmenden Mitspracherecht und sind daher beim Vorsingen vertreten.
Nach dem Vortrag wird der Sänger meist ohne Wertung verabschiedet; die Entscheidung wird später mitgeteilt. Dazu diskutiert das Gremium direkt nach der Verabschiedung über den Vortrag und die Eignung für die zu besetzende Partie oder Stelle. Kommt ein Sänger in Frage, so hängt die Entscheidung von den alternativ verfügbaren Stimmen ab. In diesem Fall wird nach Abschluss des Vorsingens mit allen Sängern im Vergleich entschieden.